# Ян Крал
Ян Крал (чеськ. Jan Král, нар. 5 квітня 1999, Чеська Липа, Чехія) — чеський футболіст, центральний захисник клубу «Сігма».

## Ігрова кар'єра

### Клубна
Ян Крал є вихованцем чеського клубу «Млада Болеслав». Влітку 2017 року для набору ігрової практики Крал був відправлений в оренду в клуб другого дивізіону «Варнсдорф», в якому він і провів свою першу гру на професійному рівні. У зимову перерву Крал повернувся до свого рідного клубу. В січні 2019 року футболіст також на правах оренди перейшов до клубу німецької Другої Бундесліги «Ерцгебірге Ауе». Але провівши там чотири гри, повернувся до Чехії.
З січня 2020 року Крал виступав за клуб другого дивізіону «Градець-Кралове». В сезоні 2020/21 Крал допоміг клубу виграти турнір другого дивізіону і підвищитися до елітної ліги.
В липні 2022 року Крал перейшов до бельгійського «Ейпена», з яким підписав контракт до літа 2025 року. Другу половину сезону 2022/23 захисник провів в оренді у чеському клубі «Яблонець». Після того, як «Ейпен» вилетів до другого дивізіону, у 2024 році Крал повернувся до Чехії, де приєднався до «Сігми», з якою підписав контракт до літа 2028 року. В травні 2025 року разом з командою Крал виграв національний Кубок Чехії.

### Збірна
З 2015 року Ян Крал активно грав у юнацьких збірних Чехії всіх вікових категорій.

## Титули
Сігма
 Переможець Кубка Чехії: 2024/25